# Аментотаксус серебристый
Аментотаксус серебристый (лат. Amentotaxus argotaenia) — вид хвойных растений семейства тисовых.

## Распространение, экология
Вид произрастает в следующих странах и регионах: Китай (провинции: Чунцин, Фуцзянь, Ганьсу, Гуандун, Гуанси, Гуйчжоу, Хубэй, Хунань, Цзянсу, Цзянси, Сычуань, Тибет); Гонконг; Лаос; Вьетнам. Встречается на известняках, а также песчаниках, на сланце или граните, в оврагах, на вершинах, склонах или скалах и в горных лесах вдоль тенистых берегов ручьёв. Высотный диапазон находится между 600 м и 1100 м над уровнем моря. Сопутствующие деревья и кустарники изменяются в зависимости от типов пород, в основном между известняком и другими породами. На известняке, может расти вместе с Pinus kwangtungensis, Nageia, Podocarpus neriifolius, Podocarpus pilgeri, Podocarpus macrophyllus, Taxus chinensis. На кислых типах пород растет с Amentotaxus yunnanensis, Cephalotaxus и лиственными деревьями и кустарниками, такими как Magnolia, Quercus, и Rhododendron в горной вечнозеленых или полулиственных лесах.

## Морфология
Обычно встречается как небольшое дерево или крупный кустарник в среднем слое леса. Кустарник 2-7 м высотой, с раскидистыми ветвями. Листья 3-11 см длиной 6-11 мм шириной, кожистые, прямые, с 2 белыми полосами снизу, вершина острая или тупая. Мужские стробилы размещаются в группах по 1-3, 5-6 см длиной, с 2-5 пыльцевыми мешками. Женские шишки яйцевидные или шаровидные, светло-оливкового цвета, 2-2,5 см длиной 1,3 см шириной. Семена до 1,3 см длиной.

## Использование
Древесина используется для изготовления орудий труда, мебели и ремесел. Этот вид выращивают в Китае, он был завезен в Европу из Гонконга как кустарник с привлекательными листьями, но только растет в более тёплых регионах. Этот (и другие) вид является редким в садах из-за плохой доступности в торговли плодоовощной продукцией. В Китае он используется как растение бонсай. Семена имеют высокое содержание масла и окружены ярко-красной кожурой. Недавние исследования были сделаны для анализа его потенциала для противораковых препаратов, аналогичных тем, которые содержатся в Taxus.

## Угрозы и охрана
Несмотря на широкое распространение вид находится под угрозой в связи с широким сокращением и ухудшением среды обитания. Этот вид известен из нескольких охранных территорий.